# Kangasjärvi (sjö i Kuhmo, Kajanaland, 64,09 N, 29,45 Ö)
Kangasjärvi är en sjö i kommunen Kuhmo i landskapet Kajanaland i Finland. Sjön ligger 171 meter över havet. Den är 8,4 meter djup. Arean är 68 hektar och strandlinjen är 4,22 kilometer lång. Sjön  ingår i Uleälvens huvudavrinningsområde.   Den ligger omkring 84 kilometer öster om Kajana och omkring 490 kilometer nordöst om Helsingfors. 